# Красінське водосховище
Красінське водосховище — водосховище в Криворізькому районі Дніпропетровської області.
Розташоване поблизу села Красівське.

## Основні характеристики
Водосховище утворене в одному з відвершь балки Широкої, що відноситься до басейну р. Кам'янка. Водойма слугує однією з ланок транспортування очищених стічних вод з Центральної станції аерації м. Кривий Ріг в Кам'янку, через яку вони потрапляють до Базавлука, й далі, до Каховського водосховища.